# 大屯路東駅
大屯路東駅（だいとんろひがしえき）は中華人民共和国北京市朝陽区に位置する北京地下鉄5号線、15号線の駅である。駅番号は両線とも非公開。

## 駅構造

### 5号線
相対式ホーム2面2線を有する高架駅。ホームドア設置。
| 5号線ホーム | 相対式ホーム        |
| 5号線ホーム | ←5号線 宋家荘方面   |
| 5号線ホーム | 5号線 天通苑北方面→ |
| 5号線ホーム | 相対式ホーム        |

## 駅周辺
- 北京奥亜賓館
- 北京世紀龍都国際公寓
- 時騰商務酒店

### バス路線
- 415 慧忠里-孫河東駅
- 426 安定門-英才南三街東口
- 430 地壇西門-東沙各荘公交場駅
- 464 和平東橋-回南家園
- 479 東小口村委会-和平東橋
- 484 北医三院-地鉄北苑駅
- 653 北苑家園-地鉄海淀五路居駅
- 751 南七家-大運村公交場駅
- 913 沙子営汽車站-海淀橋東

## 歴史
- 2007年10月7日 - 5号線開業。
- 2014年12月28日 - 15号線：望京－清華東路西口駅が開業し5号線と交差するようになったが、当駅は完成していないため通過。
- 2015年10月17日 - 15号線との乗り換えできるため改造工事を開始。5号線は12月10日まで運営を一時停止。[1]
- 2015年12月26日 - 15号線開業。[2]

## 隣の駅
北京地下鉄
■5号線
恵新西街北口駅 - 大屯路東駅 - 北苑路北駅
■15号線
安立路駅 - 大屯路東駅 - 関荘駅